# Turniej o Brązowy Kask 1978
Turniej o Brązowy Kask 1978 – zawody żużlowe, organizowane przez Polski Związek Motorowy dla zawodników do 21. roku życia. W sezonie 1978 rozegrano dwa turnieje półfinałowe oraz finał.

## Finał
- 29 czerwca 1978 r. (czwartek), Rybnik

| Msc. | Zawodnik              | Klub                  | Pkt   |             |  |
| ---- | --------------------- | --------------------- | ----- | ----------- |  |
| 1    | Mieczysław Kmieciak   | ROW Rybnik            | 14    | (3,2,3,3,3) |  |
| 2    | Bronisław Klimowicz   | ROW Rybnik            | 12 +3 | (3,3,3,2,1) |  |
| 3    | Andrzej Huszcza       | Falubaz Zielona Góra  | 12 +2 | (3,3,1,2,3) |  |
| 4    | Ryszard Szymański     | ROW Rybnik            | 12 +1 | (2,3,2,3,2) |  |
| 5    | Krzysztof Fede        | Wybrzeże Gdańsk       | 9     | (3,2,3,1,0) |  |
| 6    | Stanisław Kępowicz    | Unia Tarnów           | 9     | (1,2,3,1,2) |  |
| 7    | Mirosław Berliński    | Wybrzeże Gdańsk       | 7     | (1,0,0,3,3) |  |
| 8    | Janusz Kołacki        | Wybrzeże Gdańsk       | 7     | (2,0,1,1,3) |  |
| 9    | Krzysztof Głowacki    | Polonia Bydgoszcz     | 7     | (1,0,3,2,1) |  |
| 10   | Krzysztof Kwiatkowski | Stal Toruń            | 6     | (3,2,d,0,1) |  |
| 11   | Andrzej Surowiec      | Stal Rzeszów          | 6     | (1,2,1,0,2) |  |
| 12   | Kazimierz Kajmowicz   | Unia Tarnów           | 5     | (2,1,2,d,0) |  |
| 13   | Krzysztof Nurzyński   | Motor Lublin          | 5     | (d,1,1,1,2) |  |
| 14   | Marek Kępa            | Motor Lublin          | 4     | (1,2,1,0,0) |  |
| 15   | Józef Kafel           | Włókniarz Częstochowa | 3     | (0,1,0,2,u) |  |
| 16   | Grzegorz Sterna       | Unia Leszno           | 2     | (2,0,u,0,0) |  |